# Абруццкие Апеннины
Абру́ццкие Апенни́ны (итал. Appennino abruzzese, от лат. abruptus — обрывистый) — высокая и широкая горная возвышенность в центральной части Апеннин в Италии, между реками Тронто и Сангро. Также упоминаются под названием Абру́ццы (итал. Abbruzzi).
Абруццкие Апеннины состоят из нескольких горных массивов, сложённых главным образом мезозойскими известняками. Основные горные гряды:
- Симбруини / Monti Simbruini (Котенто / Monte Cotento — 2015 м)
- Монти-Эрничи / Monti Ernici (Вильо / Monte Viglio — 2156 м)
- юго-западные Монти-Марсикани / Monti Marsicani (Монте-Петрозо / Monte Petroso — 2247 м)
- северо-восточные Монти-Марсикани / Monti Marsicani (Монте-Греко / Monte Greco — 2285 м)
- Монти-делла-Лага / Monti della Laga (Горцано / Monte Gorzano — 2455 м)
- Гран-Сассо-д’Италия / Gran Sasso d’Italia (Корно-Гранде / Corno Grande — 2914 м)
- Маелла / Majella (Монте-Амаро / Monte Amaro — 2793 м)

Склоны Абруццо обрывистые, расчленённые ущельями. Есть яркие следы четвертичного оледенения. Имеется небольшой ледник. Растительность в Абруццких Апеннинах преимущественно кустарниковая. Здесь расположена часть Национального парка Абруццо, Лацио и Молизе (Parco nazionale d’Abruzzo, Lazio e Molise). В Абруццах находится исток реки Вольтурно. Горы пересекает трансапеннинская железная дорога.